# Prepona pamenes
Prepona pamenes är en fjärilsart som beskrevs av Hans Fruhstorfer 1916. Prepona pamenes ingår i släktet Prepona och familjen praktfjärilar. Inga underarter finns listade i Catalogue of Life.